# Brian Sutton-Smith

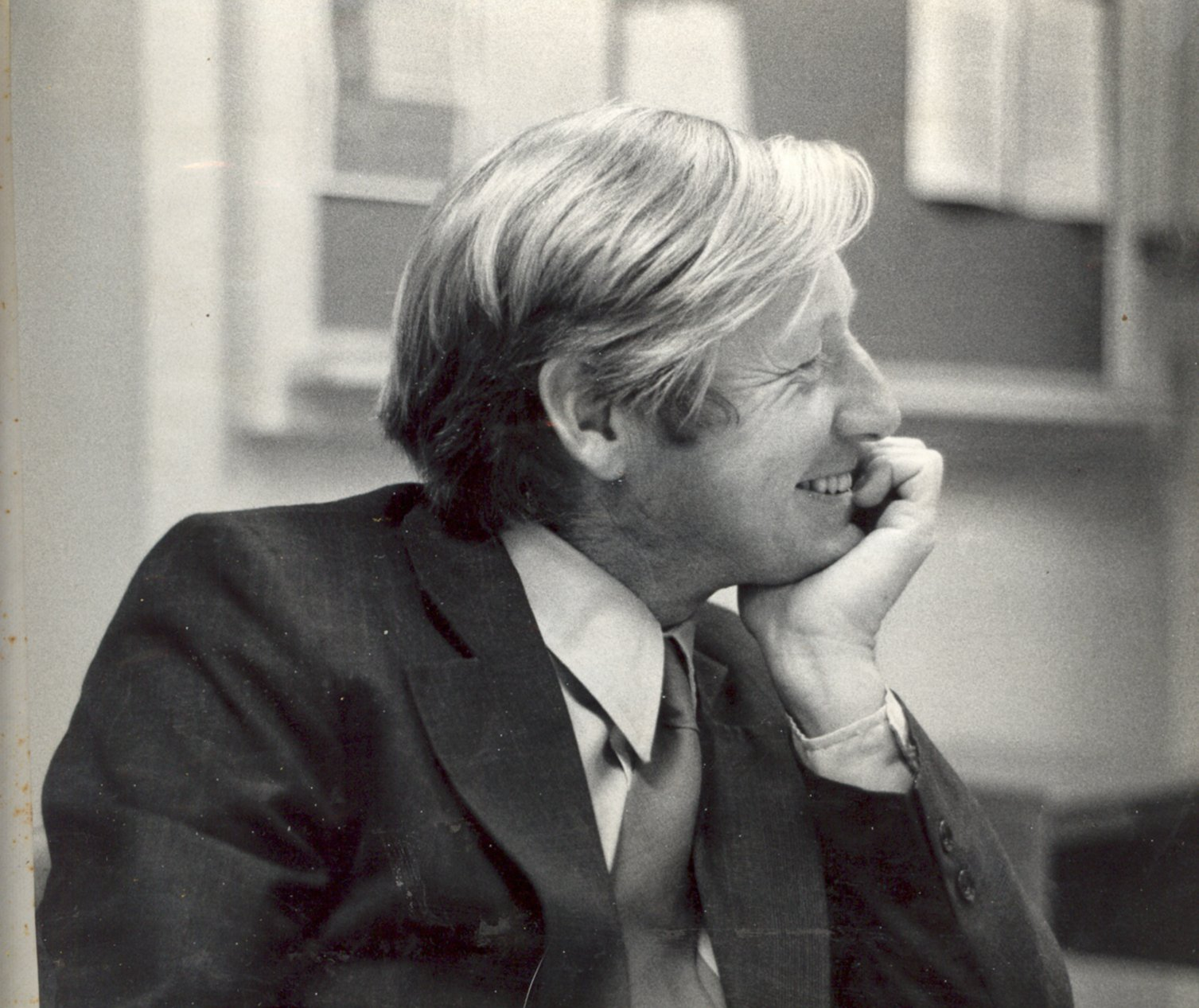
Brian Sutton-Smith in den 1970er Jahren

Brian Sutton Smith (* 15. Juli 1924 in Wellington; † 7. März 2015 in White River Junction), auch Brian Sutton-Smith, war ein Spieltheoretiker, der die kulturelle Bedeutung des Spiels im menschlichen Leben erforschte, wobei er die Ansicht vertrat, dass jede sinnvolle Definition von Spiel sowohl für Erwachsenen als auch für Kinder gelten muss. Das Spielen bereite sowohl Kinder wie auch Erwachsene darauf vor, bei der Überwindung des Darwinschen Überlebenskampfes zu helfen.
Sutton-Smiths interdisziplinärer Ansatz umfasste Forschungen zur Spielgeschichte und kulturübergreifende Studien zum Spiel sowie Forschungen zur Psychologie, Pädagogik und Volkskunde. Er vertrat die Auffassung, dass die Interpretation des Spiels alle seine Formen einbeziehen muss, vom Kinderspiel über Glücksspiel, Sport, Festspiele, Phantasie und Unsinn.

## Leben

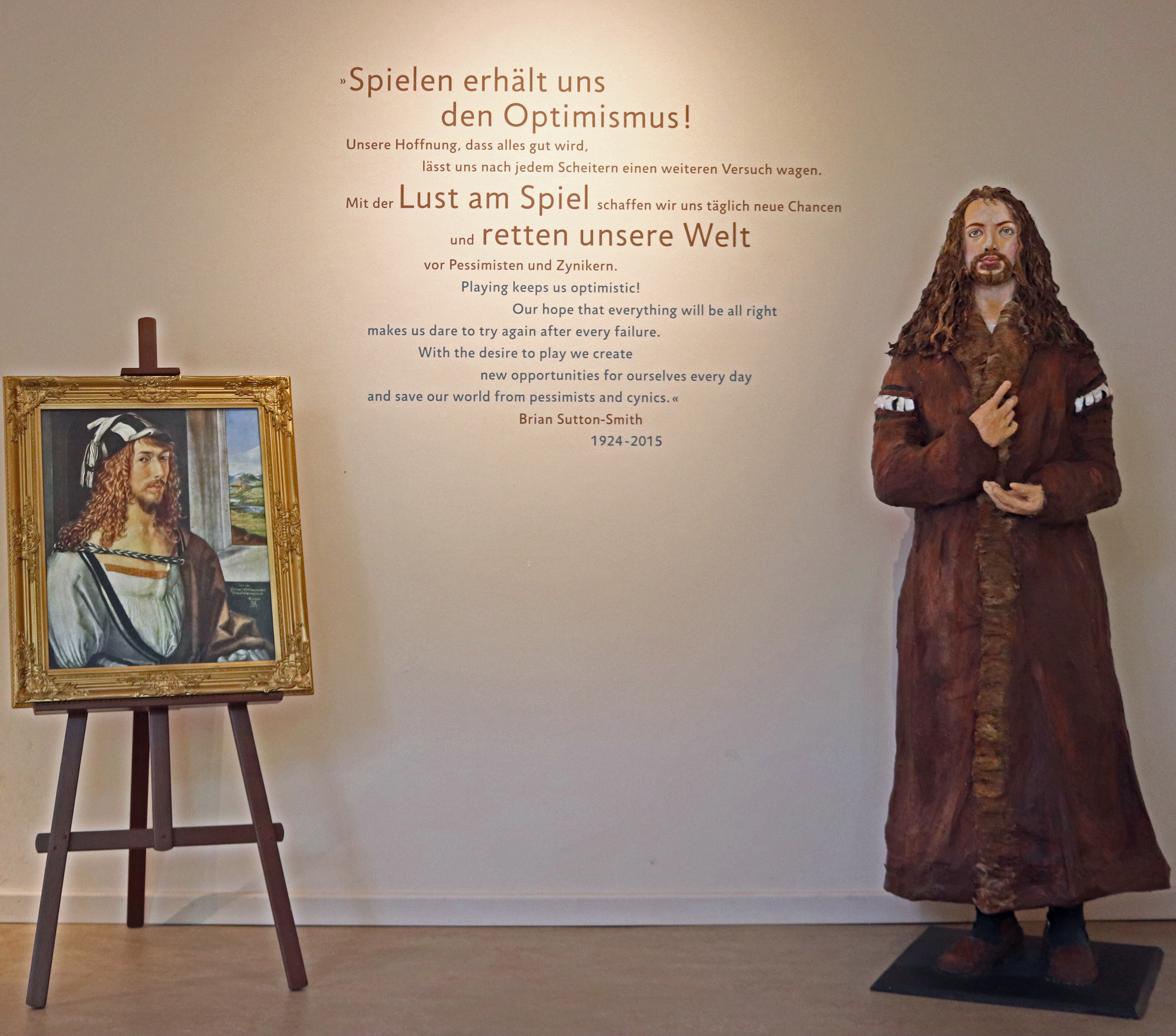
„Spielen erhält uns den Optimismus!“ Programmatisches Zitat von Brian Sutton-Smith zwischen einer Kopie von Albrecht Dürers Selbstbildnis 1498 und einer Pappmaché-Skulptur von Christiane Altzweig im Foyer des Spielzeugmuseums Nürnberg

Brian Sutton-Smith wurde 1924 in Wellington, Neuseeland, geboren. Er absolvierte eine Lehrerausbildung, einen BA- und einen MA-Abschluss und erhielt 1954 den ersten Doktortitel im Bildungswesen in Neuseeland. Nach Abschluss seiner Promotion reiste Sutton-Smith mit einem Stipendium des Fulbright-Programms in die USA, wo er eine akademische Laufbahn mit den Schwerpunkten Kinderspiele, Erwachsenenspiele, Kinderspiele, Kinderdramen, -filme und -erzählungen sowie Geschlechterfragen bei Kindern und die Stellung der Geschwister begann.
Sutton-Smith war Autor von rund 50 Büchern, zuletzt von „The Ambiguity of Play“, sowie von rund 350 wissenschaftlichen Artikeln. Er war Präsident der The Anthropological Association for the Study of Play und der American Psychological Association, Abteilung g10 (Psychologie und Kunst). Als Gründer der Children’s Folklore Society erhielt er einen Lifetime Achievement Award der American Folklore Society. Für seine Forschungen über Spielzeug wurde er von den Spielzeugfirmen Brio und Lego aus Schweden und Dänemark ausgezeichnet. Er nahm an Fernsehsendungen über Spielzeug und Spiel in Großbritannien, Kanada und den USA teil und war Berater für Captain Kangaroo, Nickelodeon, Murdoch Children’s Television und das Please Touch Museum in Philadelphia.
Sein akademisches Leben lehrte er 10 Jahre an der Bowling Green State University in Ohio, 10 Jahre am Teachers College der Columbia University in New York und 17 Jahre an der University of Pennsylvania. Danach zog er sich nach Sarasota zurück. Er starb am 7. März 2015 in White River Junction, Vermont, an der Alzheimer-Krankheit.
Sutton-Smith war zeitweise als Gastwissenschaftler an The Strong in Rochester tätig, eine auf Sammlungen basierende Bildungseinrichtung, die sich dem Studium und der Erforschung des Spiels widmet und wo sich die Brian Sutton-Smith Library and Archives of Play befindet.
Darüber hinaus hat die New Zealand Association for Research in Education den Sutton-Smith-Doktorandenpreis ins Leben gerufen, der jährlich für eine hervorragende Doktorarbeit eines NZARE-Mitglieds vergeben wird.

## Die Zweideutigkeit des Spiels
In The Ambiguity of Play (Die Zweideutigkeit des Spiels) beschreibt Sutton-Smith sieben „Rhetoriken“ des Spiels oder Ideologien, die zur Erklärung, Rechtfertigung und Privilegierung bestimmter Formen des Spiels verwendet wurden. Diese sieben Rhetoriken sind Fortschritt, Schicksal, Macht, (gemeinschaftliche) Identität, Imagination, Selbst und Frivolität. Drei dieser Rhetoriken – Schicksal, Macht und Identität – bezeichnet Sutton-Smith als alt, aber immer noch aktiv und mit einem eher kollektiven Fokus verbunden. Drei weitere sind jüngeren Datums und werden mit einem modernen Fokus auf das Individuum in Verbindung gebracht: Fortschritt, Imaginäres und Selbst. Sutton-Smith argumentiert, dass die siebte Rhetorik, die Frivolität, als Reaktionsrhetorik dient, in dem Sinne, dass nicht-hegemoniale Formen des Spiels oft als frivol angesehen werden. In seiner Schlussfolgerung stellt Sutton-Smith fest, dass die Variation eines der wichtigsten Merkmale des Spiels ist, das große Ähnlichkeit mit der biologischen Variation aufweist. Sutton-Smith räumt zwar ein, dass er eine Version der Fortschrittserzählung des Spiels vertritt, vertritt aber die Ansicht, dass das Spiel eine wichtige Rolle bei der evolutionären Anpassung spielen kann.
Sein Buch Play As Emotional Survival ist eine Weiterentwicklung seiner Dekonstruktion der Spieltheorien in seinem Werk The Ambiguity of Play.

## Hauptwerke
- The Sibling (1970)
- The Study of Games (1971)
- Child's Play (1971)
- The Folkgames of Children (1972)
- How to Play with Your Children (1974) co-author Shirley Sutton-Smith
- Play and Learning (1979)
- Dialektik des Spiels: Eine Theorie des Spiels, der Spiele und des Sports. Schorndorf 1978, Hofmann-Verlag, ISBN 978-3-7780-6591-4
- The Folkstories of Children (1981)
- A History of Children’s Play (1981)
- Toys as Culture (1986)
- mit Shirley Sutton-Smith: Hoppe, hoppe, Reiter: d. Bedeutung von Kinder-Eltern-Spielen. Piper, München 1986, ISBN  978-3-492-02689-5
- Play and Intervention (1994)
- Children’s Folklore Source Book (1995)
- The Ambiguity of Play (1997)

## Belletristik
Sutton-Smith ist auch der Autor einer Reihe von Romanen über Jungen, die in den 1930er Jahren in Neuseeland aufwachsen, mit den Titeln Our Street, Smitty Does a Bunk und The Cobbers. Die Geschichten, die 1949 zunächst als Fortsetzungsromane im New Zealand School Journal veröffentlicht, eine seit 1907 regelmäßig erscheinende pädagogische Publikation für Kinder in Neuseeland, eine der ältesten Publikationen für Kinder weltweit. Sie erregten landesweites Aufsehen, da Brian Sutton-Smith in ihnen angeblich moralisch inakzeptables Verhalten befürwortete.